# Clunes (Australia)
Clunes – miasto w Australii, w stanie Wiktoria.